# 西六方站
西六方站是一个京通线上的铁路车站，位于内蒙古自治区通辽市科尔沁区育新镇西六方村，建于1980年，目前为四等站，邮政编码为028027。目前客运：办理旅客乘降；不办理行李、包裹托运；不办理货运营业。